# Stockholm Open 1997 - Qualificazioni doppio
Le qualificazioni del doppio  dello  Stockholm Open 1997 sono state un torneo di tennis preliminare per accedere alla fase finale della manifestazione. I vincitori dell'ultimo turno sono entrati di diritto nel tabellone principale. In caso di ritiro di uno o più giocatori aventi diritto a questi sono subentrati i lucky loser, ossia i giocatori che hanno perso nell'ultimo turno ma che avevano una classifica più alta rispetto agli altri partecipanti che avevano comunque perso nel turno finale.
Le qualificazioni del doppio del torneo Stockholm Open 1997 prevedevano 4 coppie partecipanti di cui una è entrata nel tabellone principale.

## Teste di serie
1. Marc-Kevin Goellner /  Richey Reneberg (Qualificati)

1. Marius Barnard /  Brent Haygarth (ultimo turno)

## Qualificati
1. Marc-Kevin Goellner  /   Richey Reneberg

## Tabellone

### Legenda
| - Q = Qualificato - WC = Wild card - LL = Lucky loser | - ALT = Alternate - SE = Special Exempt - PR = Protected Ranking | - w/o = Walkover - r = Ritirato - d = Squalificato |

|  | Primo turno | Primo turno                         | Primo turno                   | Primo turno | Primo turno |  |  | Ultimo turno | Ultimo turno                        | Ultimo turno | Ultimo turno | Ultimo turno |  |
|  |             |                                     |                               |             |             |  |  |              |                                     |              |              |              |  |
|  | 1           | Marc-Kevin Goellner Richey Reneberg | 6                             | 3           | 6           |  |  |              |                                     |              |              |              |  |
|  |             | Tobias Hildebrand Nils Holm         | 3                             | 6           | 3           |  |  | 1            | Marc-Kevin Goellner Richey Reneberg | 6            | 6            | 6            |  |
|  | 2           | Marius Barnard Brent Haygarth       | Marius Barnard Brent Haygarth | 7           | 6           |  |  | 2            | Marius Barnard Brent Haygarth       | 7            | 2            | 4            |  |
|  |             | Fredrik Bergh Henrik Holm           | Fredrik Bergh Henrik Holm     | 6           | 3           |  |  |              |                                     |              |              |              |  |